# Monument à Henri Farman
Monument à Henri Farman est une sculpture monumentale qui symbolise l’exploit aérien d’Henri Farman en 1908 qui a bouclé le premier vol entre deux villes, entre le camp de Châlons – Bouy – Mourmelon le Grand et Reims. Elle est l’œuvre de William Noblet, qui se définit comme un sculpteur plasticien et scénographe. Le monument est visible au rond-point Porte Farman, à l’entrée de Reims, en provenance de Châlons en Champagne par la Route Nationale 44.

## Description
Elle se présente sous la forme d’une aile d’avion biplan, inclinée et surmontée d’une silhouette stylisé, propre à son auteur. La silhouette rappelle des formes qui inspirent plusieurs de ses œuvres (Nomade,…). L’œuvre a une hauteur de 17 mètres. L’aile biplan inclinée semble rappelée celle d’un avion qui vire de bord et est en lien avec l’exploit du premier vol officiel en circuit fermé d'un kilomètre, d'une durée de 1 min 28 s déjà réalisé par Henri Farman. 

### Signalétique
Elle dispose, à proximité, d’une plaque signalétique, installée en bordure du rond-point, proche des hôtels. Elle porte l’inscription suivante (extrait) : « 30 octobre 1908, 27 kilomètres sans escale. Le 30 octobre 1908, Henri Farman, industriel et constructeur d’avions français, fut le premier à réaliser un voyage aérien avec un « plus lourd que l’air » entre le camp de Châlons – Bouy – Mourmelon-le-Grand et Reims…. »